# Azerbaïdjan au Concours Eurovision de la chanson 2010
L'Azerbaïdjan a participé au Concours Eurovision de la chanson 2010 Le pays a choisi la chanson le représentant lors d'une finale nationale organisée par la télévision İctimai Televiziya və Radio Yayımları Şirkəti (İTV).

## Eurovision Mahnı Müsabiqəsi 2010

### Demi-finale
Le 2 février:
| Draw | Artist           | Song              | Songwriter(a)                                    |
| ---- | ---------------- | ----------------- | ------------------------------------------------ |
| 1    | Milk & Kisses    | "I Am On Fire"    | Dilara Kazimova, Farida Nelson, D.J. LOOPer      |
| 2    | Elli Miсhiyéva   | "Up, Up"          | Isa Malikov, Paulina Malikova, Elli Miсhiyéva    |
| 3    | Azad Shabanov    | "Smile"           | Zahra Badalbeyli, Vusal Garayev                  |
| 4    | Ulviyya Rahimova | "In Love"         | Ulviyya Rahimova, Sergueï Guliyev                |
| 5    | Safura Alizadeh  | "Soz ver"         | Gunel Musayéva, Zahra Badalbeyli, Elvin Mousayev |
| 6    | Maryam Chabanova | "I've Had Enough" | Maryam Chabanova                                 |

### Finale
Le 2 mars, Safura Alizadé a été choisie comme représentante de l'Azerbaïjan à l'Eurovision 2010.
Voici les résultats de cette finale.
| Artist           | Song            |
| ---------------- | --------------- |
| Safura Alizadeh  | "Drip Drop"     |
| Safura Alizadeh  | "Under My Skin" |
| Safura Alizadeh  | "Soulless"      |
| Milk and Kisses  | "Under My Skin" |
| Milk and Kisses  | "Drip Drop"     |
| Milk and Kisses  | "Cancelled"     |
| Maryam Сhabanova | "Under My Skin" |
| Maryam Сhabanova | "Soulless"      |
| Maryam Сhabanova | "Drip Drop"     |